# Dario Simoni
Pour les articles homonymes, voir Simoni.
Dario Simoni, né le 28 mars 1901 et mort le 23 mai 1984, est un décorateur ensemblier américain. Il a remporté deux Oscars et a été nommé pour deux autres dans la catégorie Meilleure direction artistique.

## Distinctions
Meilleure direction artistique :

### Récompenses
- 1962 : Lawrence d'Arabie
- 1965 : Le Docteur Jivago

### Nominations
- 1965 : L'Extase et l'Agonie
- 1967 : La Mégère apprivoisée